# Церковь Михаила Малеина на Михалице
Церковь Михаила Малеина на Михалице (церковь Собора Пресвятой Богородицы) — недействующий православный храм в Великом Новгороде. Был построен в XVI веке как трапезная церковь Михайлицкого Рождественского монастыря, перестроен в XVII веке, в 1786 году стал приходским. В 1991 году передан старообрядческой поморской общине.
Главный престол был освящён во имя Михаила Малеина, придел — в честь праздника Собор Пресвятой Богородицы.

## История

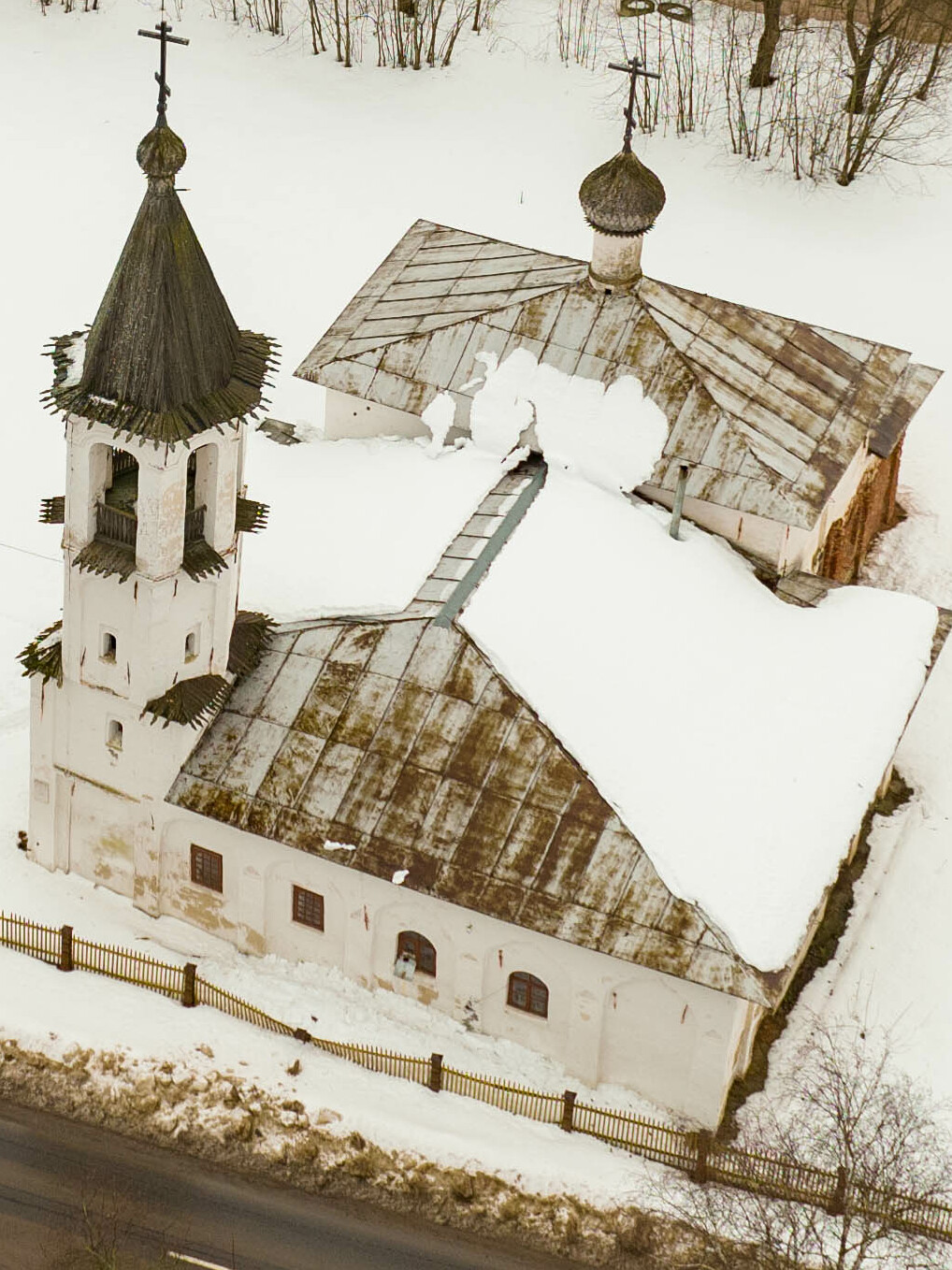
Вид на церковь и колокольню с дрона, 2022 год

Церковь в Рождественском монастыре построена в 1557 (по иным данным — в 1555) году. В документах фигурирует трапезная с двумя приделами — Собора Пресвятой Богородицы и преподобного Михаила Малеина. В середине XVII века церковь полностью перестроена на прежнем фундаменте. Каменные своды взамен деревянных были возведены в конце XVII — начале XVIII века, тогда же построена и каменная колокольня взамен деревянной. Рождественский монастырь упразднён в 1786 оду, церковь стала приходской. Некоторые перестройки происходили в середине XVIII века и в XIX — начале XX века. Во время Великой Отечественной войны церковь получила повреждения от взрывов. Отреставрирована в 1959—1960 годах под руководством Григория Штендера, восстановлены глава, кровля и завершение колокольни. Работы по приспособлению произведены в 1987—1988 годах под руководством В. А. Попова. В настоящее время храм передан старообрядческой церкви.

## Архитектура
Здание представляет собой одноглавую церковь (размеры в плане 12 × 12 м) с примыкающей одностолпной трапезной (13,2 × 17 м). Над северо-западным углом трапезной возведена шатровая колокольня. Свод, перекрывающий церковь, сомкнутный, а перекрывающие трапезную — коробовые. Стены церкви XVII века выстроены из кирпича размерами 27-29 × 13,5-14 × 6-6,5 см. Толщина стен трапезной составляет 1,5 м, а церкви — 1,15 м. От первоначальной церкви XVI века сохранился лишь фундамент, сложенный из булыжников без раствора, с пустотами, заполненными глиной, а также фрагменты пола, кирпичного в трапезной и плиточного в церкви.